# Parafia Świętych Pustelników Świerada i Benedykta w Tropiu
Parafia Świętych Pustelników Świerada i Benedykta w Tropiu – rzymskokatolicka parafia z siedzibą w Tropiu, należąca do diecezji tarnowskiej w dekanacie czchowskim.
Proboszczem Tropia od roku 2006 jest ks. mgr Andrzej Piórek. W parafii służy również wikariusz ks. mgr Marian Dudek (w parafii od 2021) i były proboszcz, obecnie rezydent, ks. Stanisław Pietrzak (w parafii od 1980).

## Historia
Około 1045 książę Kazimierz Odnowiciel ufundował pierwszy kościół w Tropiu. Powstał on na miejscu, w którym swoją pustelnię miał św. Świerad. Obecnie w Tropiu znajduje się centrum pielgrzymkowe. 